# تانيجوتشي توموهيكو
تانيجوتشي توموهيكو وهو عضو مجلس التحرير لموقع نيبون الإخباري. ويعمل كاستاذ محاضر زائر في جامعة كيئو. ولد في محافظة كاغاوا عام 1957. تخرج من كلية الحقوق بجامعة طوكيو عام 1981. وعمل ككاتب وعضو مجلس التحرير في جريدة (ني – كيي بيزنيس) وعمل بعدها نائب السكرتير الإعلامي لوزارة الخارجية. كان سابقا زميل زائر في جامعة برنستون بمنحة من فولبرايت وهو حالياً زميل زائر في معهد شانغهاي للدراسات الدولية. نشر العديد من المطبوعات.